# Macronoctua
Macronoctua là một chi bướm đêm thuộc họ Noctuidae.

## Loài
- Macronoctua onusta Grote, 1874